# Lophopilumnus
Lophopilumnus is een geslacht van kreeftachtigen uit de klasse van de Malacostraca (hogere kreeftachtigen).

## Soorten
- Lophopilumnus cristipes (Calman, 1900)
- Lophopilumnus dilatipes (Adams & White, 1849)
- Lophopilumnus globosus Davie, 1988